# Grigorij Sinovjev
Grigorij Jevsejevitj Sinovjev (russisk: Григо́рий Евсе́евич Зино́вьев, tr. Grigórij Jevséjevitj Sinóvjev; født 8. september 1883, død 25. august 1936) var en sovjetisk politiker, statsmand og revolutionær.
Sinovjev var leder af Petrogradsovjetten (efter 1924 Leningradsovjetten). Han var endvidere medlem af Politbureauet 1919-26 og leder af Komintern 1919-26.
Sinovjev var en fremtrædende repræsentant for venstreoppositionen sammen med Kamenev og Trotskij og var som sådan en af Stalins hovedmodstandere i kampen om magten i Sovjetunionen efter Lenins død. Han blev dømt til døden under Moskvaprocesserne og skudt i en celle under Lubjanka-fængslet i 1936.